# 崇剛
崇剛（？—1399年），祖籍不詳，明朝政治人物。
建文年間，崇剛任揚州衛世指揮。當時恰逢盛庸兵敗，士兵士氣不高。守將王禮計劃舉城投降，被崇剛逮捕下獄。崇剛則與御史王彬日夜訓練部隊，崇剛身旁有力士護衛，所以部下不敢去叛變。當時王禮弟賄賂力士母，引誘其出走。并趁著崇剛洗澡時，倉促捉捕。之後守將開城投降，崇剛與王彬均不屈而死。